# Biblioteka Miejska w Oslo
Biblioteka Miejska w Oslo (norw. Deichman, do 2018 roku Deichmanske bibliotek) – najstarsza i największa biblioteka publiczna w Norwegii. Składa się z biblioteki głównej oraz 22 oddziałów osiedlowych i oddziałów specjalnych w różnych dzielnicach Oslo. W jej zbiorach zgromadzono około 1,4 miliona książek oraz 3000 czasopism i gazet. W 2016 roku wypożyczono z niej 2 482 000 woluminów.
Obecna norweska nazwa biblioteki, Deichman, upamiętnia Carla Deichmana (1705–1780), norweskiego przemysłowca i filantropa, który w testamencie przekazał swoje prywatne zbiory książek do użytku publicznego mieszkańcom Oslo. Biblioteka została otwarta w 1785 roku. W 1933 roku otwarto nową siedzibę główną biblioteki na Hammersborg, położoną na północ od dzielnicy rządowej w Oslo. Została ona zamknięta w 2019 roku, a zbiory przeniesione do nowej głównej siedziby, położonej w Bjørvika, pomiędzy głównym dworcem kolejowym Oslo S, a operą w Oslo. Nowa siedziba biblioteki została otwarta wiosną 2020 roku.

## Historia

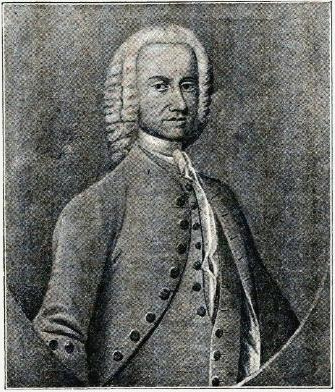
Carl Deichman (1705-1780) – duńsko-norweski przemysłowiec, którego zbiory książek dały początek bibliotece miejskiej w Oslo.

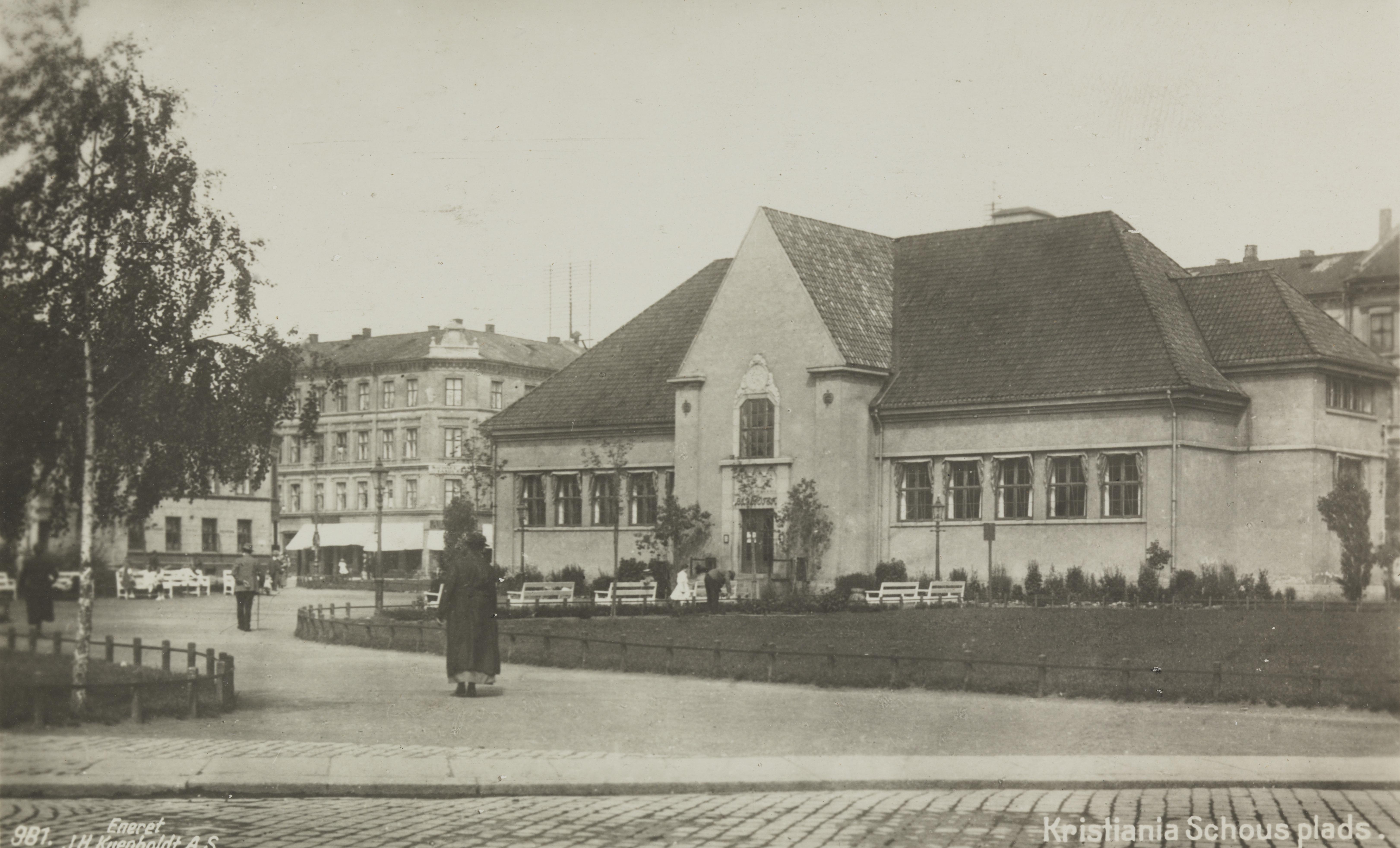
Filię biblioteki w dzielnicy Grünerløkka otwarto w październiku 1914 roku i jest ona najstarszym w Norwegii budynkiem biblioteki publicznej.

«Det Deichmanske Bibliothek» została otwarta 12 stycznia 1785 roku. Jej rdzeń stanowił zbiór książek duńsko-norweskiego przemysłowca, urzędnika i kolekcjonera książek Carla Deichmana, mieszkającego w Porsgrunn. Składało się nań 6069 książek i 261 manuskryptów, które zostały przekazane w ramach testamentu Deichmana miastu Christiania (dzisiejsze Oslo). Biblioteka otrzymała od Deichmana także kwotę 2000 riksdalerów.
Od samego początku zbiory były udostępniane wszystkim mieszkańcom miasta, a najstarsze rejestry wypożyczeń pokazują, że korzystano z biblioteki dość często. Jako że główny bibliotekarz, Jacob Rosted, był również rektorem szkoły katedralnej w Oslo, w 1802 roku zdecydowano, że zbiory Deichmana zostaną przeniesione do budynku tejże szkoły i połączono je razem z tamtejszą biblioteką. Biblioteka Deichmana była jej częścią do połowy XIX wieku, kiedy to otrzymała własne lokale. W 1914 roku oddział biblioteki w dzielnicy Grunerløkka przeprowadził się do nowego gmachu, który był pierwszym budynkiem w Norwegii zaprojektowanym specjalnie na cele biblioteczne.

### Biblioteka główna na Hammersborg 1933-2019
28 sierpnia 1933 roku otwarto nową siedzibę biblioteki głównej w gmachu położonym na Hammersborg. Budynek został zaprojektowany w stylu neoklasycystycznym przez architekta Nilsa Reiersena.
W 2011 roku gmach na Hammersborg, wraz z położonymi obok budynkami rządowymi, został uszkodzony podczas zamachu terrorystycznego z 22 lipca. Budynek został zamknięty dla czytelników pod koniec 2019 roku.

### Nowa biblioteka główna w Bjørvika
W 2013 roku rada miasta Oslo podjęła decyzję o budowie nowej siedziby głównej biblioteki Deichmana w nowopowstającej dzielnicy Bjørvika, położonej nad fjordem Oslo. Nową bibliotekę zaplanowano obok nowego budynku opery oraz planowanego równocześnie Muzeum Muncha. Gmach ukończono w 2019 roku, a zaplanowane na 28 marca 2020 roku otwarcie przeniesiono na 18 czerwca tego samego roku z powodu pandemii koronawirusa. Nową bibliotekę zaprojektowali architekci z Lund Hagem Architects oraz Atelier Oslo.
Nowy gmach biblioteki Deichmana składa się z sześciu kondygnacji. W podziemiu znajduje się sala kinowa i audytorium na 200 osób. Na parterze, oprócz recepcji, mieści się mały sklep z pamiątkami oraz kawiarnia i restauracja. Kolejne piętra mieszczą zbiory książek dla dzieci i młodzieży, płyty z muzyką i filmami. Najwyższe piętra zajmują zbiory literatury pięknej oraz non-fiction, jak również wiele miejsc siedzących przeznaczonych do czytania i nauki. Łącznie nowy gmach biblioteki mieści 450 000 książek. Znajdują się tam również urządzenia do użytku na miejscu, takie jak instrumenty muzyczne, maszyny do szycia, drukarki 3D oraz inne narzędzia. W bibliotece mieszczą się też pokoje do pracy grupowej, sale konferencyjne do wynajęcia oraz studia nagraniowe.
Norweskie Stowarzyszenie Bibliotekarzy uznało Deichman Bjørvika za bibliotekę roku 2020. IFLA uznała nową siedzibę Deichman Bjørvika za najlepszą nową bibliotekę roku 2021 na świecie.

## Oddziały osiedlowe
- Deichman Bjørvika (biblioteka główna)
- Bjerke(inne języki)
- Bjørnholt
- Bøler
- Furuset
- Grünerløkka
- Holmlia(inne języki)
- Lambertseter
- Majorstuen
- Nordtvet
- Nydalen
- Oppsal
- Romsås
- Røa
- Smestad
- Stovner(inne języki)
- Torshov
- Tøyen
- Biblioteka dla pacjentów w Rikshospitalet
- Biblioteka dla osadzonych w zakładzie karnym w Oslo

## Galeria zdjęć

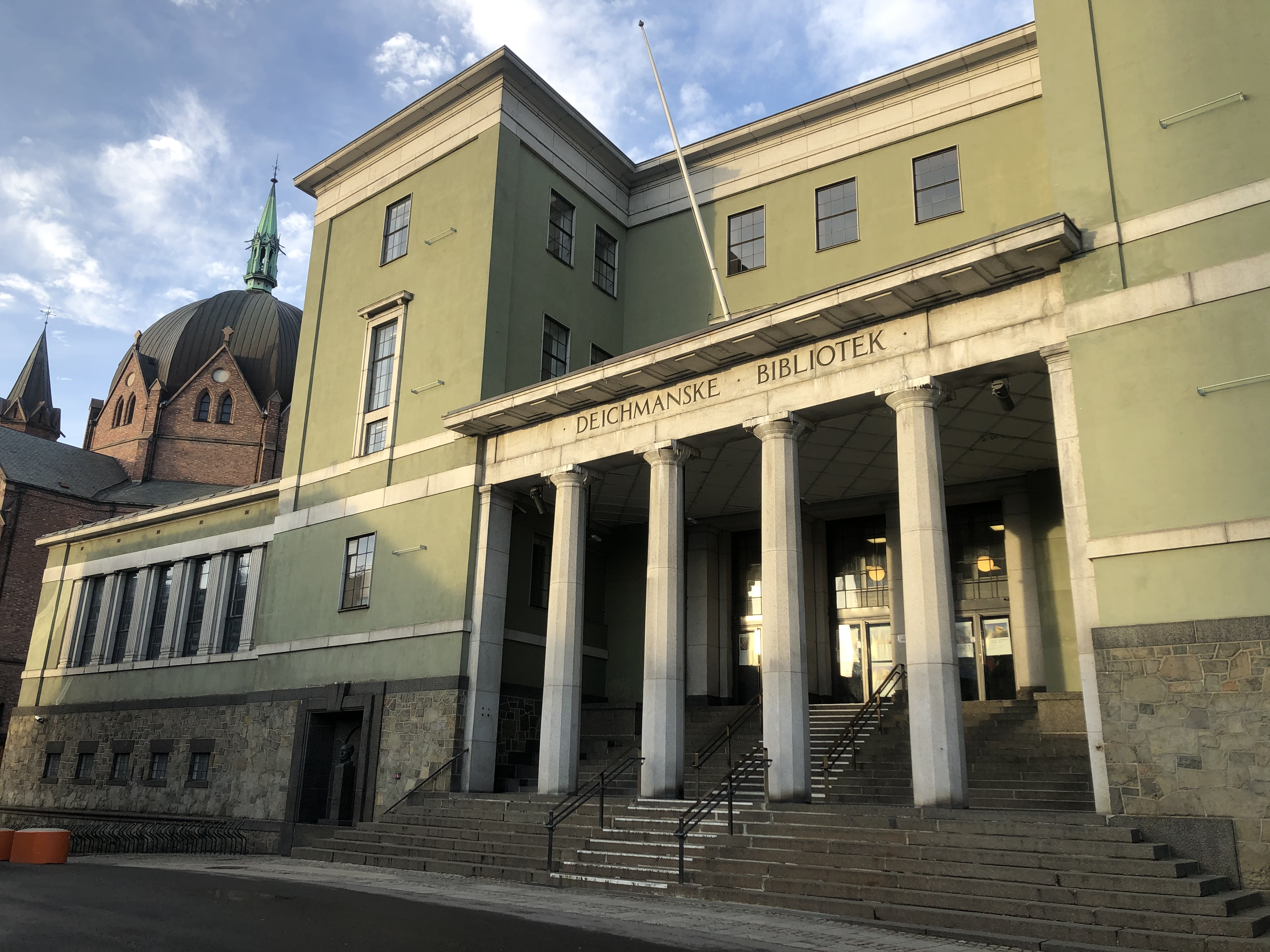
Dawna główna siedziba biblioteki w dzielnicy Hammersborg
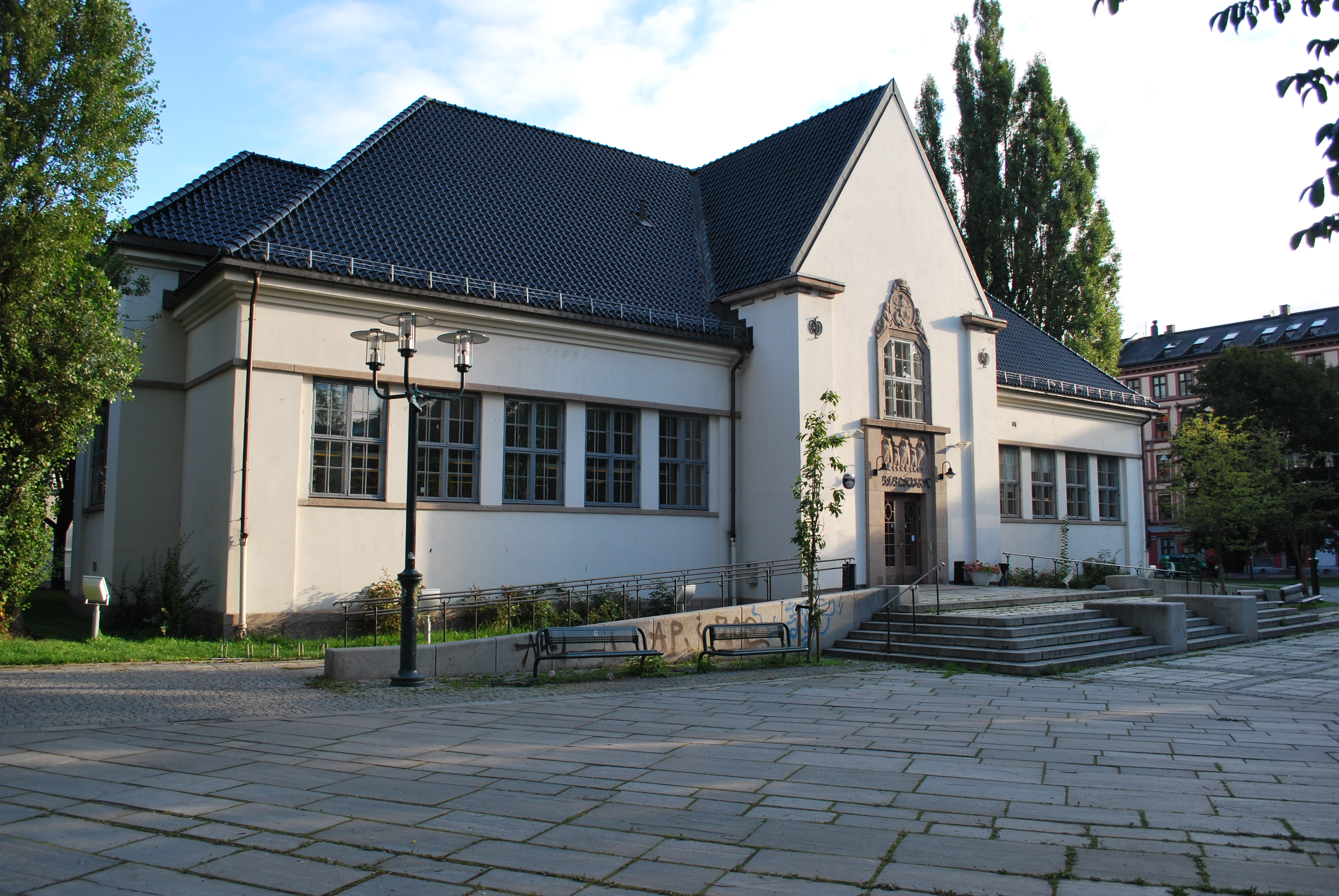
Gmach biblioteki w dzielnicy Grunerløkka współcześnie
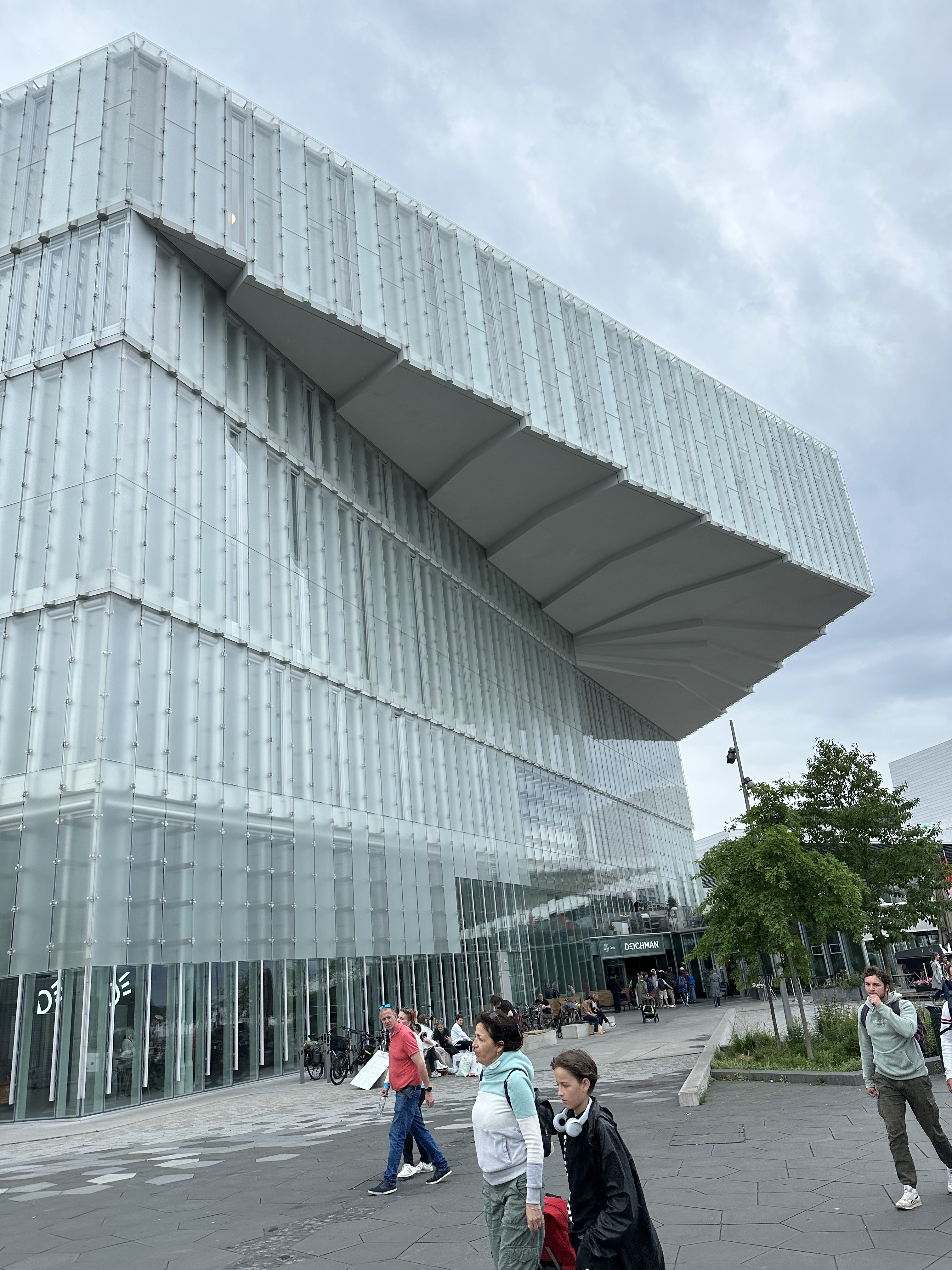
Nowy gmach główny biblioteki z zewnątrz
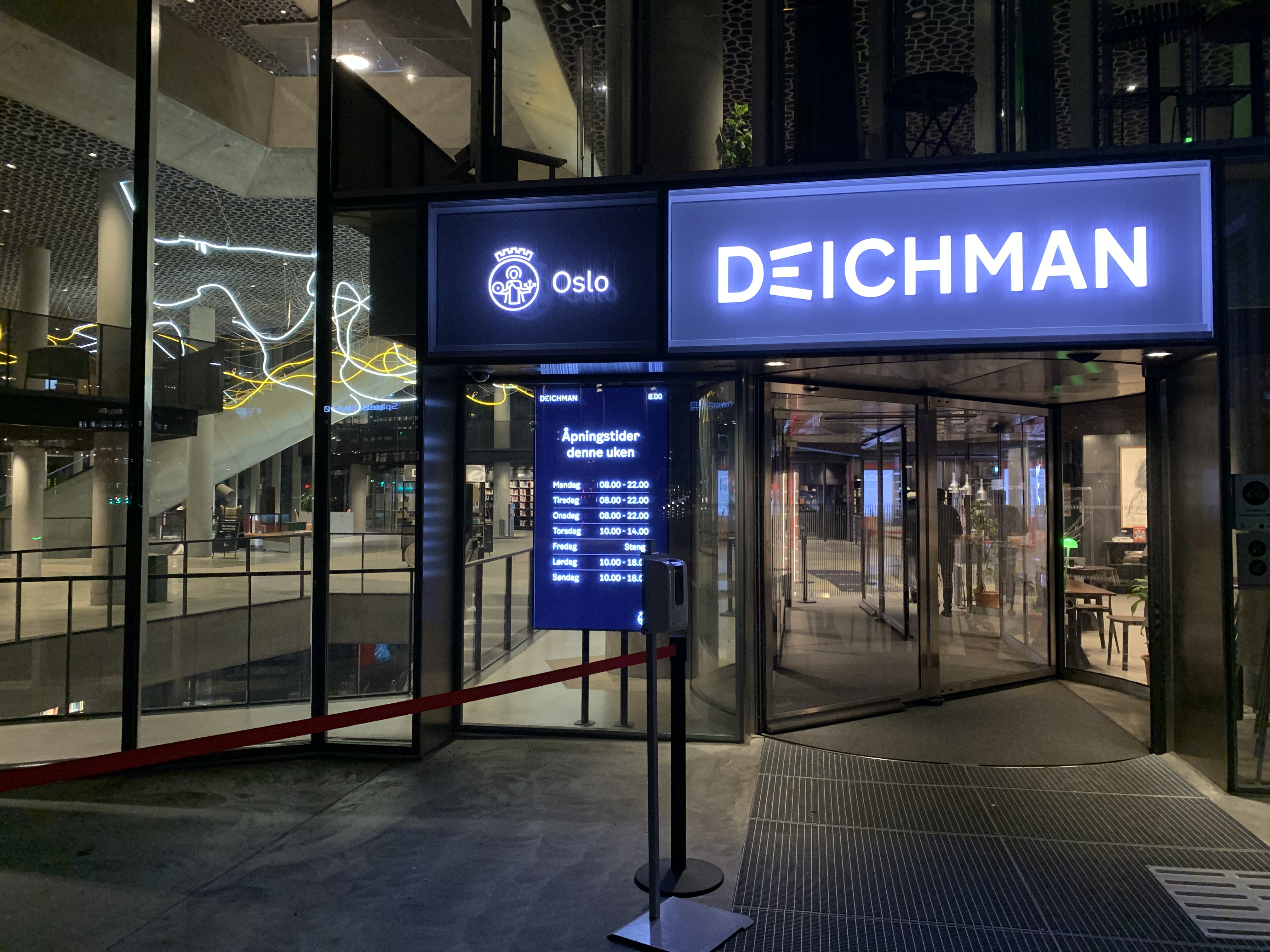
Główne wejście do gmachu Deichman Bjørvika
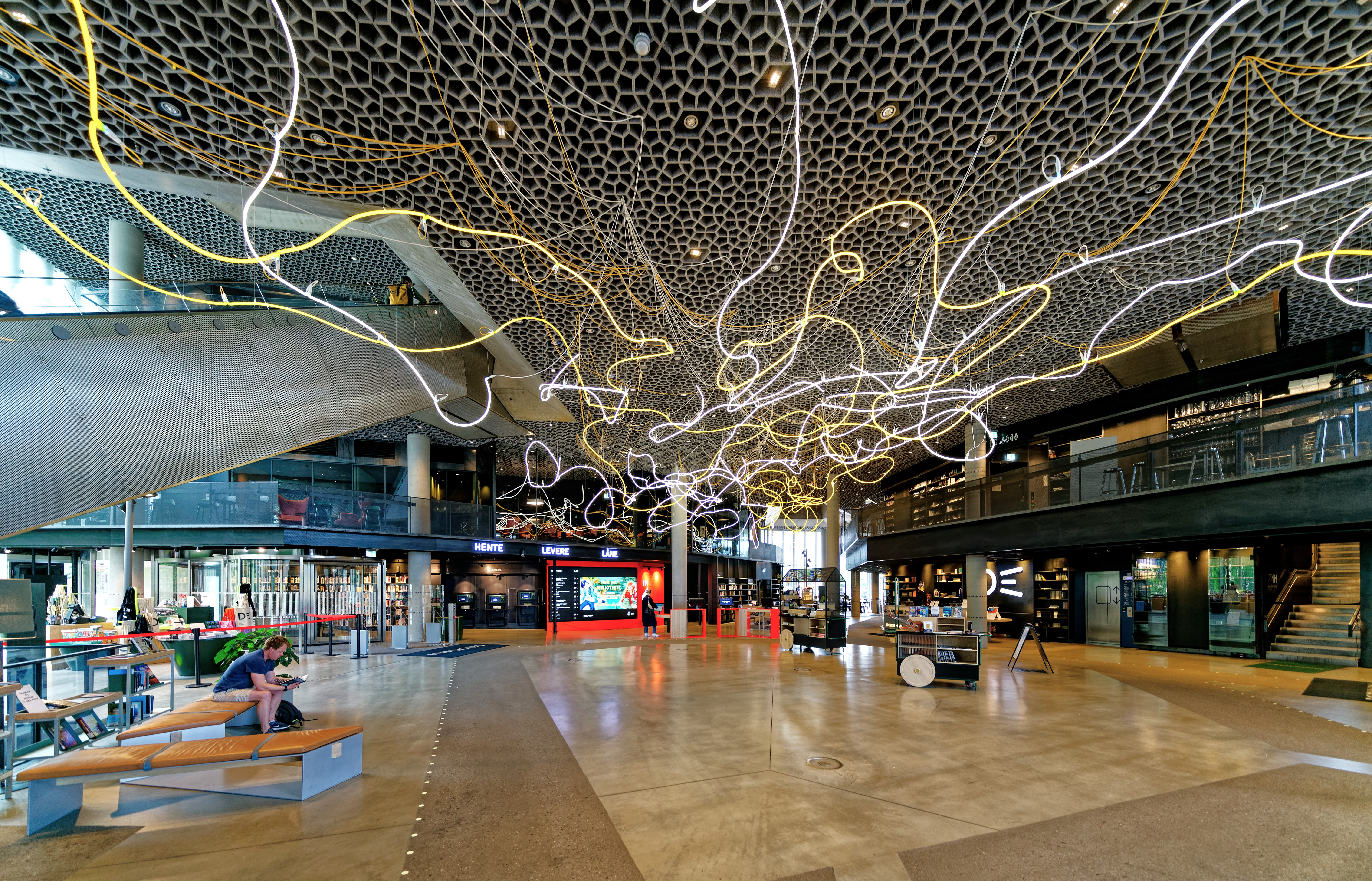
Hol wejściowy do nowego gmachu Deichman Bjørvika (2020)
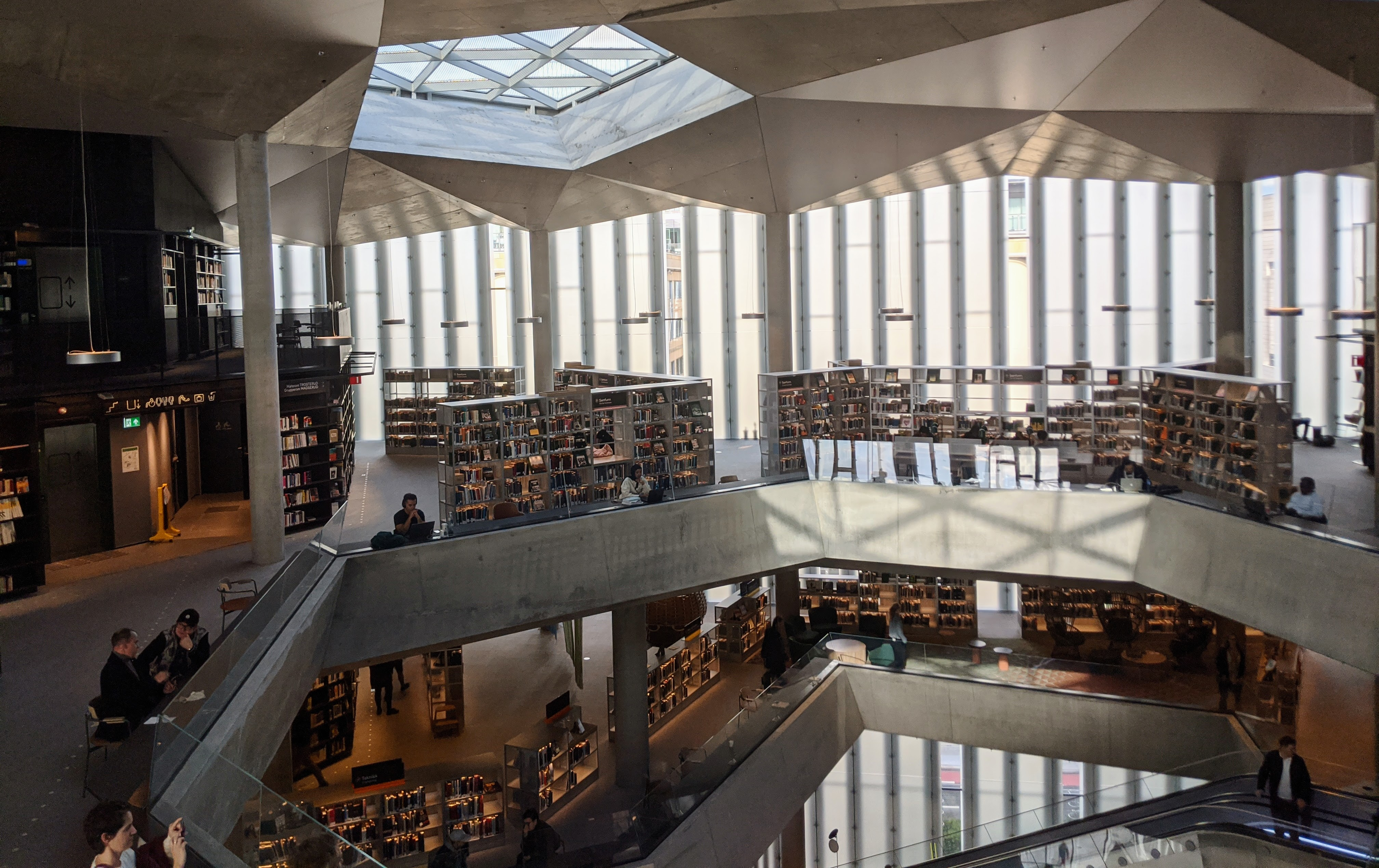
Wnętrze nowej siedziby biblioteki (2020)
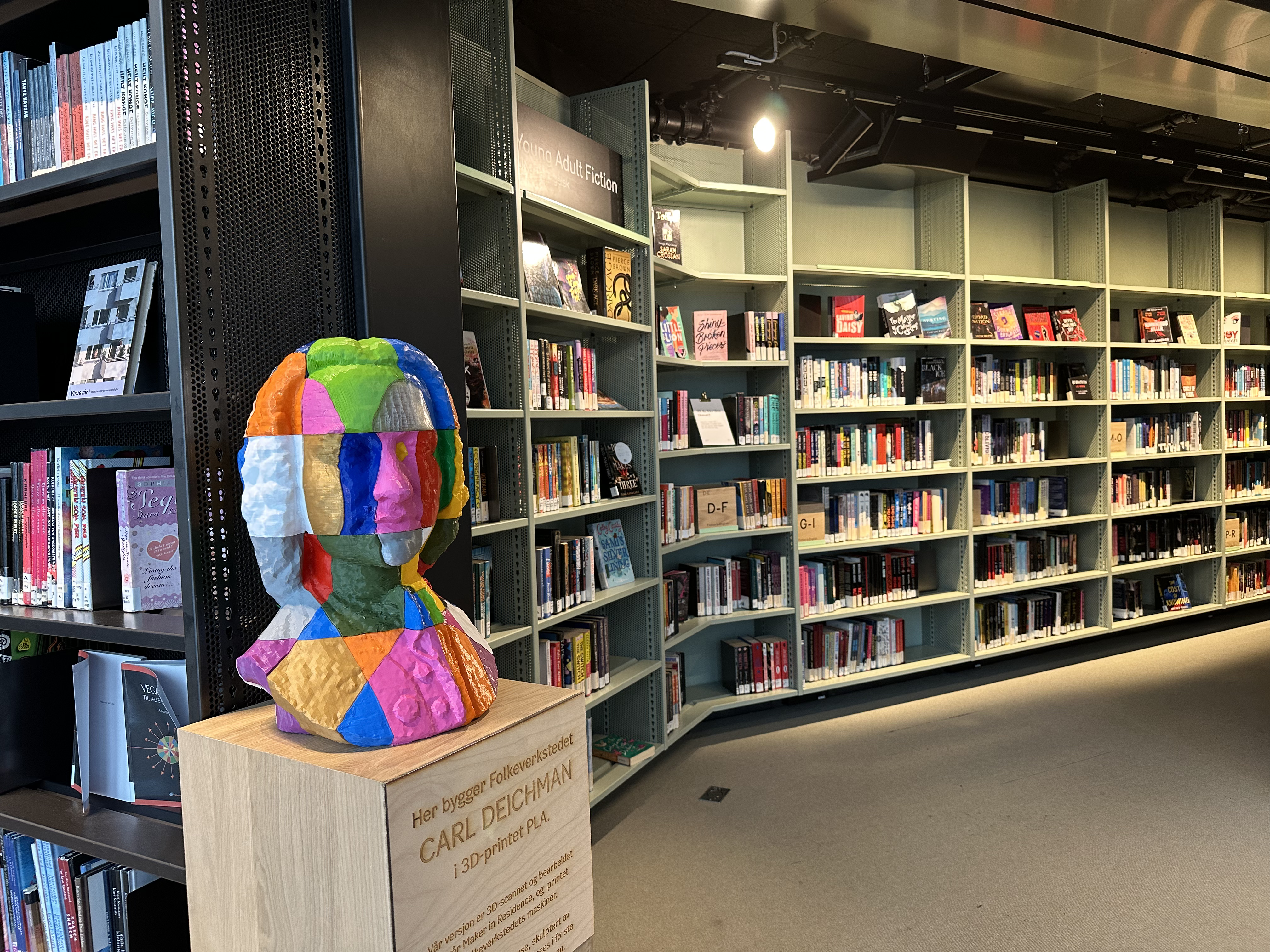
Współczesne popiersie Carla Deichmana w gmachu  nowej biblioteki
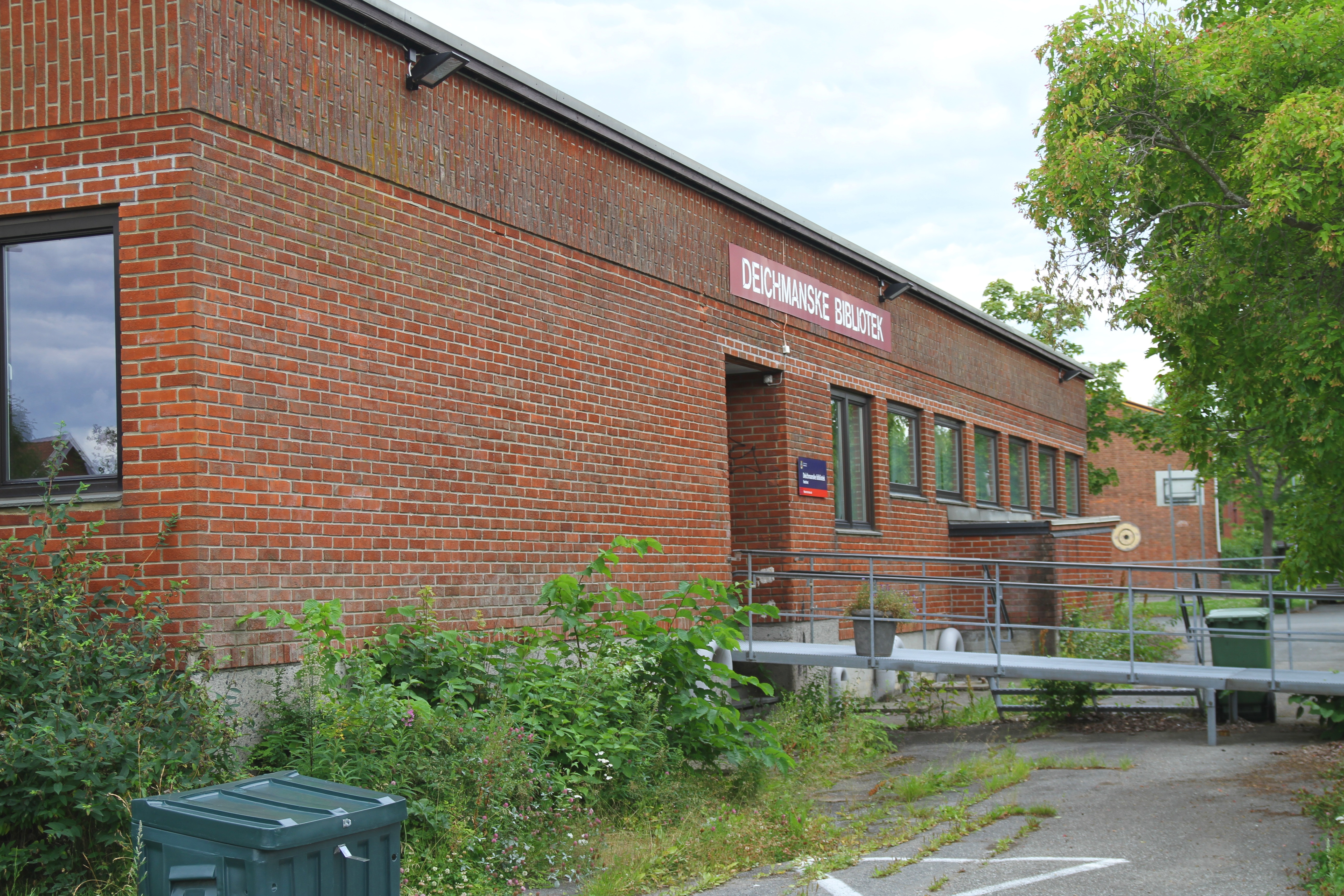
Oddział w dzielnicy Nordtvet jest jedną z najstarszych bibliotek publicznych w Oslo. (2017)
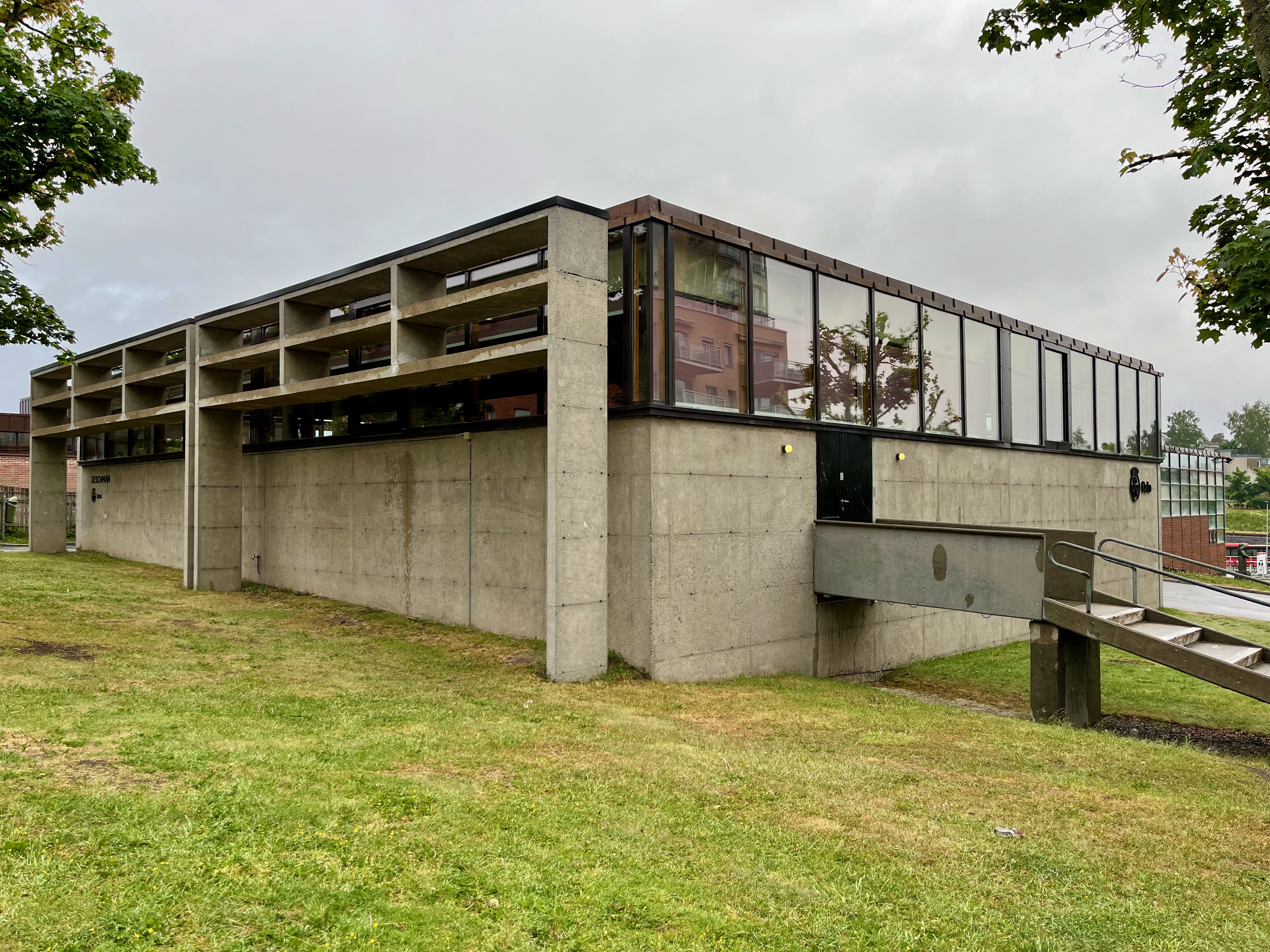
Modernistyczny oddział biblioteki w dzielnicy Bøler, będący częścią kompleksu składającego się z domu kultury i pływalni. Budynki projektu Sverre Fehna ukończono w 1972 roku. (2018)